# Melica longiligulata
Melica longiligulata är en gräsart som beskrevs av Zhen Lan Wu. Melica longiligulata ingår i släktet slokar, och familjen gräs. Inga underarter finns listade i Catalogue of Life.